# Jules Martin
Jules-Victor-André Martin (Moustiers Sainte-Marie - França, 26 de fevereiro de 1832 — São Paulo, SP, 18 de setembro de 1906) foi um pintor, professor, arquiteto, litógrafo, cartógrafo, desenhista, construtor e empresário francês, mas é reconhecido principalmente por suas realizações no campo da arquitetura, tendo desenhado importantes projetos urbanísticos para cidades brasileiras.

## Biografia

### Primeiros anos e formação
Filho de Marie Anne Crillon e do oficial de justiça Pierre Martin, Jules Martin era o membro mais novo da família. Passou apenas parte de sua infância vivendo em sua cidade natal, Moustiers Sainte-Marie. Viveu a maior parte do tempo junto com seu irmão mais velho Pierre, na casa dos tios maternos Hyppolite e Baptistine Crillon, na cidade de Marselha, entre os períodos de 1837-1839 e 1844-1852.
Em 1844, Jules Martin inicia seus estudos na Escola de Belas Artes de Marselha (École Supérieure des Beaux-Arts), na França, onde formou-se em desenho. Mais tarde, em 1852, vai a Paris para trabalhar no ateliê do pintor Georg Friedrich Schlater [en], e lá fica durante três anos. Posteriormente, em 1868, chega ao Brasil, instalando-se em São Paulo, na cidade de Sorocaba a convite de seu irmão Pierre. Além de sócio do livreiro André Luis Garraux, Pierre também era proprietário de uma fábrica de beneficiamento de algodão junto com o professor Francisco de Paula Xavier de Toledo, onde Jules trabalhou durante algum tempo.

### A vida na capital paulista
No ano seguinte, decide se mudar para a capital com o intuito de atuar profissionalmente no campo das artes, e acaba conseguindo expor algumas de suas pinturas no Estúdio de Carneiro & Gaspar e nas Casas Garraux. Em 1870, abre um curso de desenho e pintura, e passa a dar aulas em alguns dos colégios da capital paulista, tendo destaque o Liceu de Artes e Ofícios, onde lecionou sobre a arte da modelagem. Em 1871, monta uma das primeiras casas litográficas de São Paulo, que receberia o nome de Imperial Litografia, em homenagem ao imperador Dom Pedro II (1825-1891), que visitou o estabelecimento no dia 30 de outubro de 1875.
A casa comercial de Martin também comerciava artigos diversos como medicamentos e objetos decorativos, incluindo suas formigas vestidas.
O ano de 1877 destaca-se pelo início da produção do desenho do primeiro Mapa da Província de São Paulo e por ser o ano em que Martin apresenta pela primeira vez, o projeto para a construção de um viaduto sobre o Vale do Anhangabaú. O plano enfrentou algumas dificuldades ao longo do caminho, tendo que recorrer inclusive à ajuda de empresas estrangeiras para se concretizar no famoso Viaduto do Chá, que seria inaugurado apenas em 1892.

### Anos finais e morte

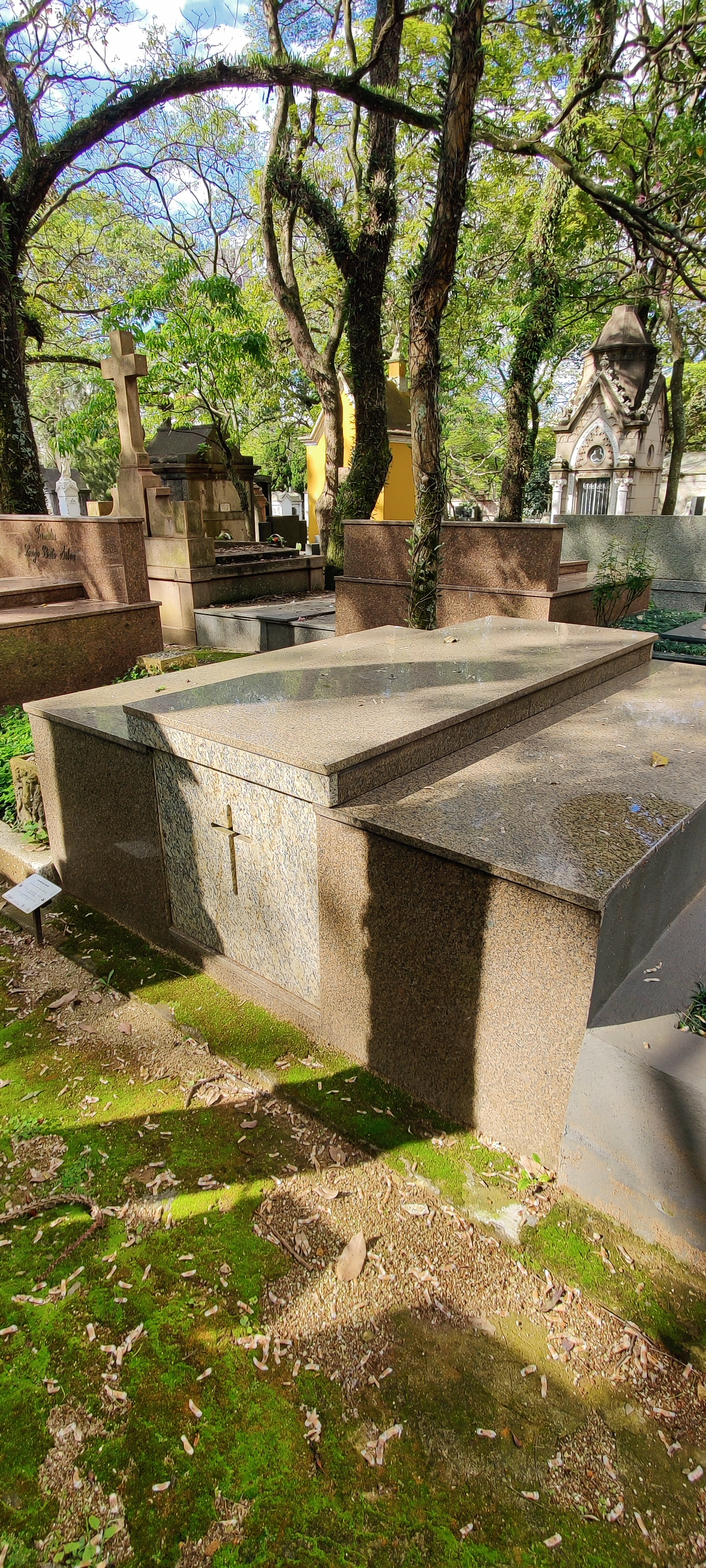
Túmulo da família Jules Martin no Cemitério da Consolação em São Paulo (2022)

Ainda no campo de projetos urbanos da cidade de São Paulo e com base nas plantas paulistas que havia realizado anteriormente, desenvolve em 1878 o desenho da planta da cidade de Santos, que vinha apresentando uma grande expansão econômica.
Além do Viaduto do Chá, em 1890, Martin também foi responsável pela criação de outro importante projeto para a cidade: as chamadas "Galerias de Cristal", que seriam aprovadas nos anos 1900 e eram voltadas para o comércio da região central da capital paulista. No mesmo ano, participa da organização e edição da Revista Industrial do Estado de São Paulo, que seria enviada à Exposição Universal de Paris, que seria realizada no mesmo ano com o objetivo de celebrar as principais conquistas que haviam acontecido no mundo ao longo do século anterior.
Em 1902, participa da mostra coletiva Exposição de Belas Artes Industriais, em São Paulo. Três anos depois, retoma suas atividades como editor, participando junto com Nereu Rangel Pestana e Henrique Vanorden do álbum "São Paulo Antigo, São Paulo Moderno: 1554-1904", que incluía fotografias de Guilherme Gaensly (1843-1928) e divulgava o crescimento econômico e urbano que se instaurava na cidade desde o século XIX.
No dia 18 de setembro de 1906, morre na cidade de São Paulo. Atualmente, seu túmulo está localizado no Cemitério-Museu da Consolação.

## Obras
Por ter atuado em diversos campos do meio artístico - pinturas, arquitetura, desenhos, litografia e cartografia -, o trabalho de Jules Martin é marcado por uma extensa variedade de produções artísticas. Ao longo de sua carreira, o artista buscou explorar as mais distintas formas, conteúdos e propósitos oferecidos pelo universo das artes, e também produziu retratos, vistas, partituras, revistas ilustradas, anúncios, cabeçalhos de carta, circulares e recibos comerciais.

### Arquitetura
Jules Martin foi responsável por registrar as características do primeiro edifício da Estação Cultura (Campinas) - uma das mais importantes da Companhia Paulista de Estrada de Ferro, que ligava os trechos de Jundiaí a Campinas -, inaugurado em 1872, de duas formas. A primeira foi a partir de uma gravura publicada no almanaque de Campinas de 1873, editado por José Maria de Lisboa. A imagem descrevia o corpo do edifício, formado por paredes geradas a partir da técnica taipa de pilão, um bloco central térreo, com quatro ou cinco janelas de peitoril baixo, uma entrada composta por três portas, e dois blocos laterais com sobrados, constituídos de duas portas (de ambos os lados) e duas janelas em cada andar. O segundo registro se deu por meio de um quadro, exposto no Museu Ferroviário de Jundiaí, que mostrava o pátio de manobras e a estação pelo lado da gare, mas sem muitos detalhes. Como as técnicas de construção do edifício não se adequaram às condições administrativas da ferrovia e não atenderam às necessidades de serviços daquela época, o edifício acabou sendo substituído por um outro, feito de tijolos e inaugurado em 1884.
Ainda dentro da temática de estradas de ferro, consta-se também que, em 1892, Martin se juntou a Dhélomme, Justin Norbert, Breschen e Jeronymo Francisco Coelho, e participou de alguma forma do projeto que visava construir uma estrada de ferro que ligasse as cidades de São Sebastião e Mogi das Cruzes.

#### Projeto do Viaduto do Chá
Apesar de suas realizações nos campos das artes plásticas, Jules Martin se consagrou principalmente a partir de seus desenhos e projetos arquitetônicos. Um dos mais famosos foi o projeto do Viaduto do Chá. Foram 15 anos desde o primeiro esboço do projeto até o dia de sua inauguração, que aconteceu no dia 6 de novembro de 1892. A ideia era construir uma passagem sobre o Morro do Chá - pois tratava-se de um local onde havia uma grande plantação de chá vindo diretamente da Índia -, promovendo uma ligação direta entre a Rua Direita e a Rua Barão de Itapetininga, sobre o vale do Anhangabaú.
Martin apresentou o projeto em 1877 aos órgãos municipais e exibiu o desenho pela primeira vez na vitrine de um ateliê na Rua da Constituição, agradando tanto ao público que acabou até mesmo virando notícia no periódico Província de São Paulo (atual Estado de S. Paulo). Ao lado da Companhia Paulista do Viaduto do Chá, empresa que tinha em sociedade com Joaquim Eugênio de Lima, Victor Nothmann, João Pereira Monteiro, João Pinto Gonçalves, Pedro Vicente de Azevedo e Antonio de Queiroz Telles, e organizada especialmente para ajudar na execução da obra, que levou cerca de 30 meses para ser finalizada. O arquiteto empenhou-se verdadeiramente para que seu plano fosse grandioso: o viaduto tinha 14 metros de largura e 240 metros de comprimento, sendo 180 destes uma armação metálica importada da Alemanha.
No dia da inauguração, as ruas do centro estavam enfeitadas por flores, bandeiras e uma iluminação especial. Além do evento estar lotado por cidadãos, funcionários da administração, membros do clero e autoridades públicas, o presidente do governo do Estado de São Paulo, Bernardino de Campos, também esteve presente no evento para cortar a fita verde e amarela para atravessar o viaduto. O valor do pedágio era de três vinténs (ou 60 réis) para cada pedestre, e era válido por quatro anos. Isso acabou gerando uma polêmica com os cidadãos, que realizaram protestos contra a taxa até ela ser revogada pela Prefeitura após acordos com a Câmara Municipal.

##### Polêmica do Barão de Tatuí
Apesar da ideia do projeto ter sido muito bem aceita pela maioria da população, ela enfrentou alguns problemas. De acordo com o plano, a entrada do Viaduto do Chá seria construída na Rua Líbero Badaró, onde se localizava também a chácara e a casa do Barão de Tatuí. O político foi totalmente contra a realização da obra. A questão foi levada a juízo e o Barão acabou perdendo e sendo obrigado a ceder o imóvel para viabilizar a construção do viaduto. No entanto, ele continuou resistindo e disse que não sairia do lugar, o que fez com que os outros moradores da região que eram a favor da obra se unissem para destruir a casa do Barão com o uso de picaretas e outras ferramentas. Com isso, o político acabou deixando o local e as obras enfim puderam ter início.

#### Galerias de Cristal
Ainda dentro da temática envolvendo as questões urbanas da cidade de São Paulo, Jules Martin apresentou pela primeira vez para a intendência Municipal, em 1890, o projeto das chamadas "Galerias de Cristal". A ideia consistia em aumentar as atividades comerciais no centro da cidade a partir da construção de uma série de galerias cobertas com ferro e vidro, e que atravessariam o interior das quadras do Triângulo Central. Tais edificações contariam com uma estrutura de três pavimentos, 14 metros de altura e aproximadamente 7 metros de largura. A cobertura seria composta por abóbodas de berço envidraçadas e sustentadas por diferentes arcos de treliças de ferro. Uma segunda cobertura seria construída para proteger a primeira. Apesar do projeto apresentar os traços característicos do estilo de Jules Martin, seu nome apareceria apenas como concessionário da obra, que acabou sendo assinada por Pucai & Micheli.

### Litografia
Jules Martin imprimiu inúmeros avanços quanto à litografia, seu estudo, técnicas e aplicações - como por exemplo a zincografia, técnica de impressão litográfica sobre placas de zinco -, permitindo que a atividade se desenvolvesse na cidade de São Paulo. Ao longo de seus trabalhos dentro deste campo, a partir de imagens produzidas por ele mesmo, imprimiu mapas e litografias que retratavam partes da cidade de São Paulo - tanto da própria capital paulista quanto de outras cidades -, ou litografias de seus próprios projetos. Mesmo sendo de origem estrangeira, Martin reproduzia um olhar engajado em relação aos aspectos urbanos que se propagavam na cidade paulista. Os mapas eram expostos na vitrine de sua loja, e estavam disponíveis tanto no formato de bolso e de encadernações portáteis, destinadas para fins turísticos, quanto para serem pendurados na parede. Seu público era bem mais amplo, não se limitando apenas aos que tinham condições de pagar por um caro livro de viagens ou um quadro; se atentando também a atender a demanda dos cidadãos que podiam comprar um jornal, um folheto ou uma revista.

#### Carta ilustrada da Província de São Paulo
Uma das mais importantes produções de Jules Martin no campo da litografia se deu no ano de 1877. O Mapa da Capital da Província de São Paulo, desenhado e litografado por ele e publicado pelo engenheiro Fernando de Albuquerque, trazia representações bastante precisas e realistas de cada um dos edifícios mais importantes da capital. A intenção do projeto era orientar as pessoas que vinham do interior para tratar de negócios na cidade, e também servir de guia para os estrangeiros que vinham trabalhar aqui.
O destaque dos edifícios na planta torna-se ainda mais relevante por conta da evolução que tinham tido em 1850, quando passaram a ser constituídos por tijolos e sob as configurações do estilo neoclássico. Dentre os mais relevantes reproduzidos por Martin estão: o Teatro São José, o Hospital da Beneficência Portuguesa, o portão do Cemitério da Consolação e o Palácio do Tesouro. No mesmo ano, uma segunda edição da planta foi publicada pelo artista, com o acréscimo do edifício do Grande Hotel. Para ele, a representação deste marco era tão fundamental que justificava uma revisão de seu projeto original.

#### Planta da cidade de Santos
Com base nas plantas que havia projetado da capital paulista, em 1878, Martin foi responsável por desenvolver o projeto da planta da cidade de Santos, no litoral de São Paulo. O documento Mappa da Cidade de Santos e de S. Vicente. Seos edificios publicos. Hoteis, Linhas ferreas e de Bonds, Igrejas, Passeios. Publicado por J. Martin Editor. 1878, que pertence hoje ao Arquivo Histórico Municipal de Santos, apresenta representações dos edifícios em perspectiva e indicação da real situação em que estavam.

### Pinturas e gravuras

#### Inauguração da Avenida Paulista (1891)

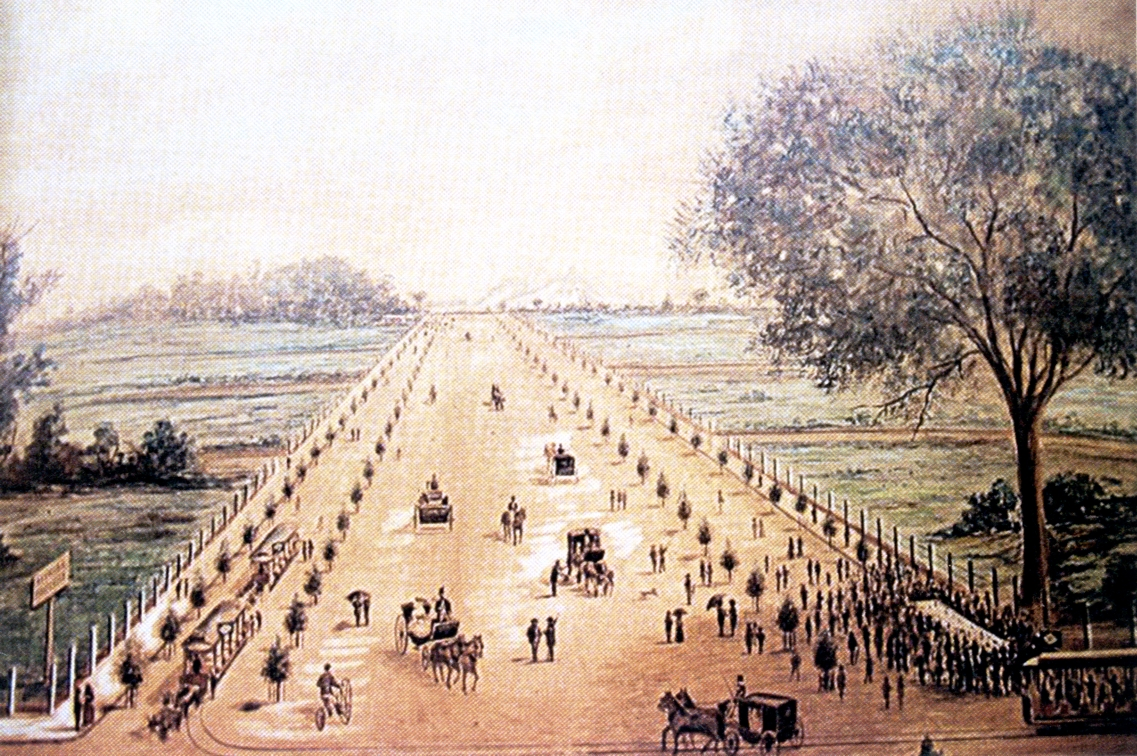
Avenida Paulista no dia da inauguração, 8 de dezembro de 1891. Jules Martin. Pintura histórica sob a técnica de aquarela.

No dia 8 de dezembro de 1891, acontecia na cidade de São Paulo, a inauguração da famosa Avenida Paulista. Projetada pelo engenheiro Joaquim Eugênio de Lima, a área escolhida para sediar um dos principais pontos da capital paulista já era, antes da concepção do projeto, utilizada para a passagem. Mas com a crescente expansão da economia cafeeira, houve uma grande aglomeração de pessoas na cidade, o que fez com que as elites industriais paulistanas tivessem a necessidade de se estabelecer em um local separado do restante da população.
Na ocasião, Jules Martin realizou a pintura de uma aquarela da Avenida Paulista no dia de sua inauguração, sendo considerada a primeira imagem da avenida em São Paulo. Além da própria avenida, a tela retrata também outras ruas importantes da região, terrenos vazios (já que não haviam residências fixadas, apesar de ser possível notar uma imponência de espaço), plantas, árvores e pessoas das mais altas classes da sociedade circulando pelo local, principalmente a cavalo ou dentro de carruagens.
O retrato foi dado de presente para Joaquim Eugênio de Lima. Posteriormente, a obra foi doada pela viúva do engenheiro, Dona Margarida Joaquina Álvares de Toledo Lima, para o Museu Paulista, onde pertence à Coleção Fundo Museu Paulista.

### Outros Trabalhos
Outro projeto do qual Jules Martin participou no ano de 1888, desta vez no campo das artes plásticas, foi a estátua de José Bonifácio, o Moço (1827-1886), que está localizada na entrada do prédio principal da Faculdade de Direito da Universidade de São Paulo, no Largo de São Francisco.
Também costumava atuar bastante na publicação e edição de algumas revistas e periódicos. Entre eles, destacam-se: O Fotógrafo, jornal satírico e ilustrado da época; a Ilustração Paulista, criada em março de 1881, por Inglês de Sousa; a Revista Industrial do Estado de São Paulo, na edição de 1890 e que seria enviada à Exposição Universal de Paris e representar o Brasil como um dos mais importantes acontecimentos daquele século; e o álbum São Paulo Antigo, São Paulo Moderno: 1554-1904, que mostrava, por meio de fotografias do suíço-brasileiro Guilherme Gaensly como o desenvolvimento econômico e urbano da capital paulista durante o século XIX.

## Análise
O trabalho de Jules Martin serviu de inspiração para os inúmeros artistas que surgiriam nas décadas seguintes, e é considerado de grande importância para os campos da litografia, artes plásticas, fotografia e arquitetura. O estilo de suas produções alinha-se a um discurso de celebração do progresso e da urbanização que estavam se estabelecendo na cidade de São Paulo. Desta forma, Martin abordava uma grande variedade de gêneros visuais, explorando diferentes formatos e conteúdos, para que pudesse enfatizar os elementos mais característicos deste processo, tais como edifícios, ferrovias e viadutos. À medida que novos modelos de técnicas e tendências mais modernas acerca da construção dos edifícios iam surgindo, o artista adaptava-se e aderia a elas em suas obras. Além de dar destaque a estes elementos urbanísticos, Jules Martin acabava tomando-os como inspiração para o tema de seus futuros projetos, levando em conta que, para ele, cada produção tinha uma lógica própria.

## Prêmios e exposições

#### Exposição de Belas Artes Industriais (25 de junho - 14 de agosto de 1902)
No ano de 1902 (25 de junho - 14 de agosto), Jules Martin participou da Exposição de Belas Artes Industriais, realizada no antigo Largo do Rosário (atual Praça Antônio Prado), em São Paulo. Apesar de não ter feito muito sucesso tanto com o público quanto com as vendas das peças, esta foi considerada a primeira mostra coletiva importante sediada na cidade, onde foram expostos cerca de 400 trabalhos, entre eles pinturas, esculturas, trabalhos de arquitetura, artes aplicadas e fotografias, tanto de artistas nacionais quanto estrangeiros. Além de Martin, participaram da mostra: Amadeu Zani, Antônio Ferrigno, Benedito Calixto, Carlo De Servi, Jonas de Barro, Lorenzo Petrucci e Oscar Pereira da Silva.